# 錫弗納帕克 (馬里蘭州)
錫弗納帕克（英語：Severna Park）是位於美國馬里蘭州安妮阿倫德爾縣的一個普查規定居民點。

## 人口
根據2020年美國人口普查的數據，錫弗納帕克的面積為49.96平方千米，當中陸地面積為42.82平方千米，而水域面積為7.14平方千米。當地共有人口39933人，而人口密度為每平方千米799.3人。